# Bosquerola de Nashville
La bosquerola de Nashville (Leiothlypis ruficapilla) és una espècie d'ocell de la família dels parúlids (Parulidae) que habita els boscos del sud del Canadà i nord dels Estats Units i passa l'hivern a Mèxic i les Bahames. S'alimenta principalment d'insectes, però a l'hivern també consumeix baies i nèctar. Sol niar a terra, a sota dels matolls. La femella cova els ous durant 11–12 dies i les cries abandonen el niu 11 dies després de sortir de l'ou.